# Cathédrale Notre-Dame-du-Rosaire d'Abancay
Cette  cathédrale n’est pas la seule cathédrale Notre-Dame-du-Rosaire.
La cathédrale Notre-Dame-du-Rosaire d'Abancay, (en espagnol : catedral de la Virgen del Rosario) est la cathédrale du diocèse d'Abancay au sud-est du Pérou dans une province montagneuse de la région d'Apurímac. Elle se trouve dans le centre-ville d'Abancay et donne sur la place d'Armes, place principale de la ville. La cathédrale est dédiée à la Vierge Marie sous le vocable de Notre-Dame du Rosaire.

## Histoire et description
L'édifice est construit à partir de 1645 par les Espagnols, sous la houlette du père dominicain Domingo Cabrera de Lartaun. La construction a souffert de nombreuses modifications et connu plusieurs réfections. La cathédrale se caractérise par une architecture simple, avec une tour-clocher de côté plutôt massive datant de 1779,. L'église devient cathédrale, lorsque le diocèse d'Abancay est érigé en 1958. En 1970, l'édifice est entièrement remodelé selon les exigences du concile Vatican II. L'intérieur est à nef unique avec des autels modernes. Cependant le maître-autel a conservé son retable et son tabernacle d'argent, d'inspiration baroque.
La fête de la cathédrale se tient tous les ans le 7 octobre, pour Notre-Dame du Rosaire, avec messes, vêpres solennelles, feux d'artifice et danses folkloriques.

## Illustrations

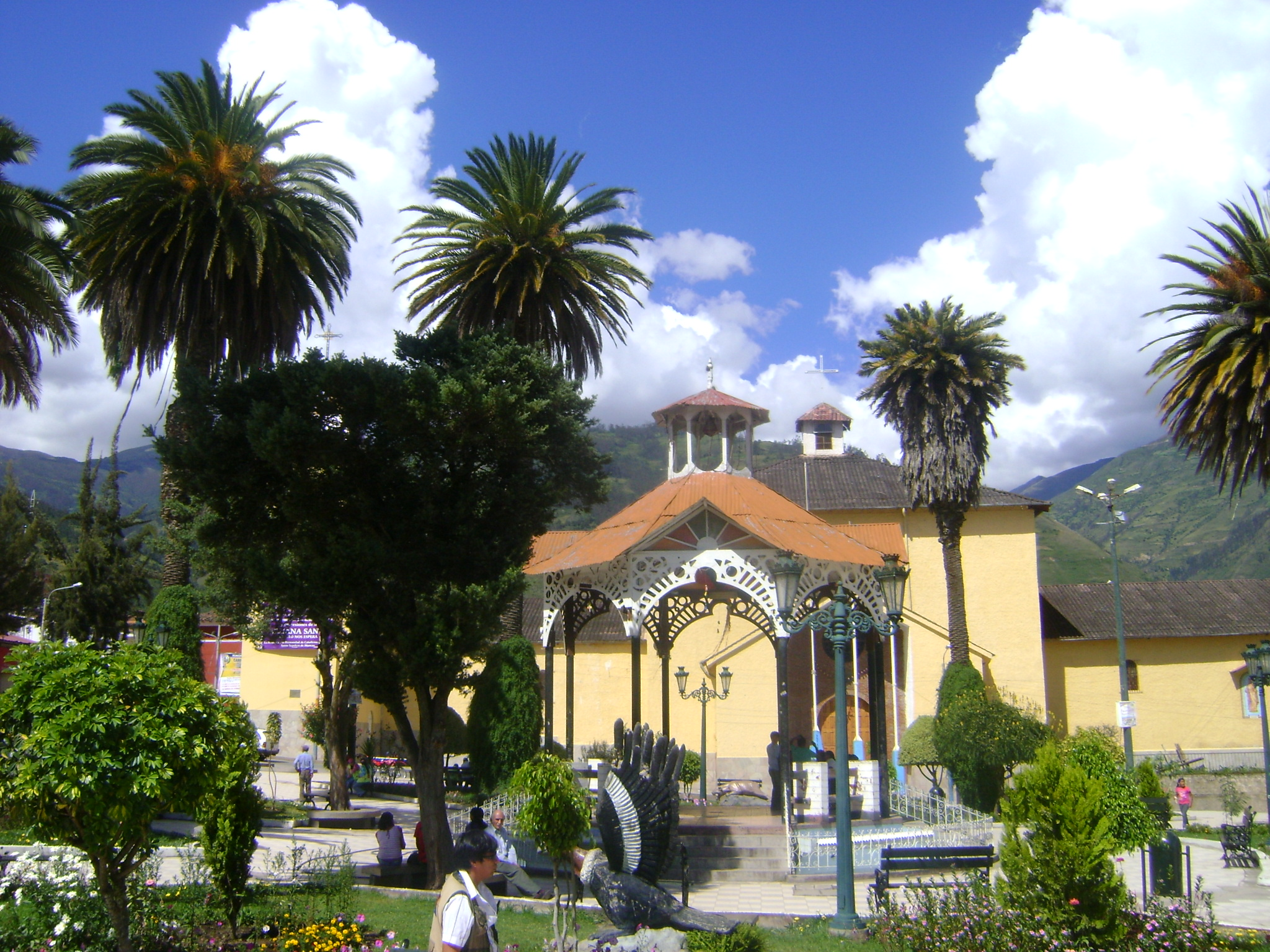
La cathédrale sur la place d'Armes
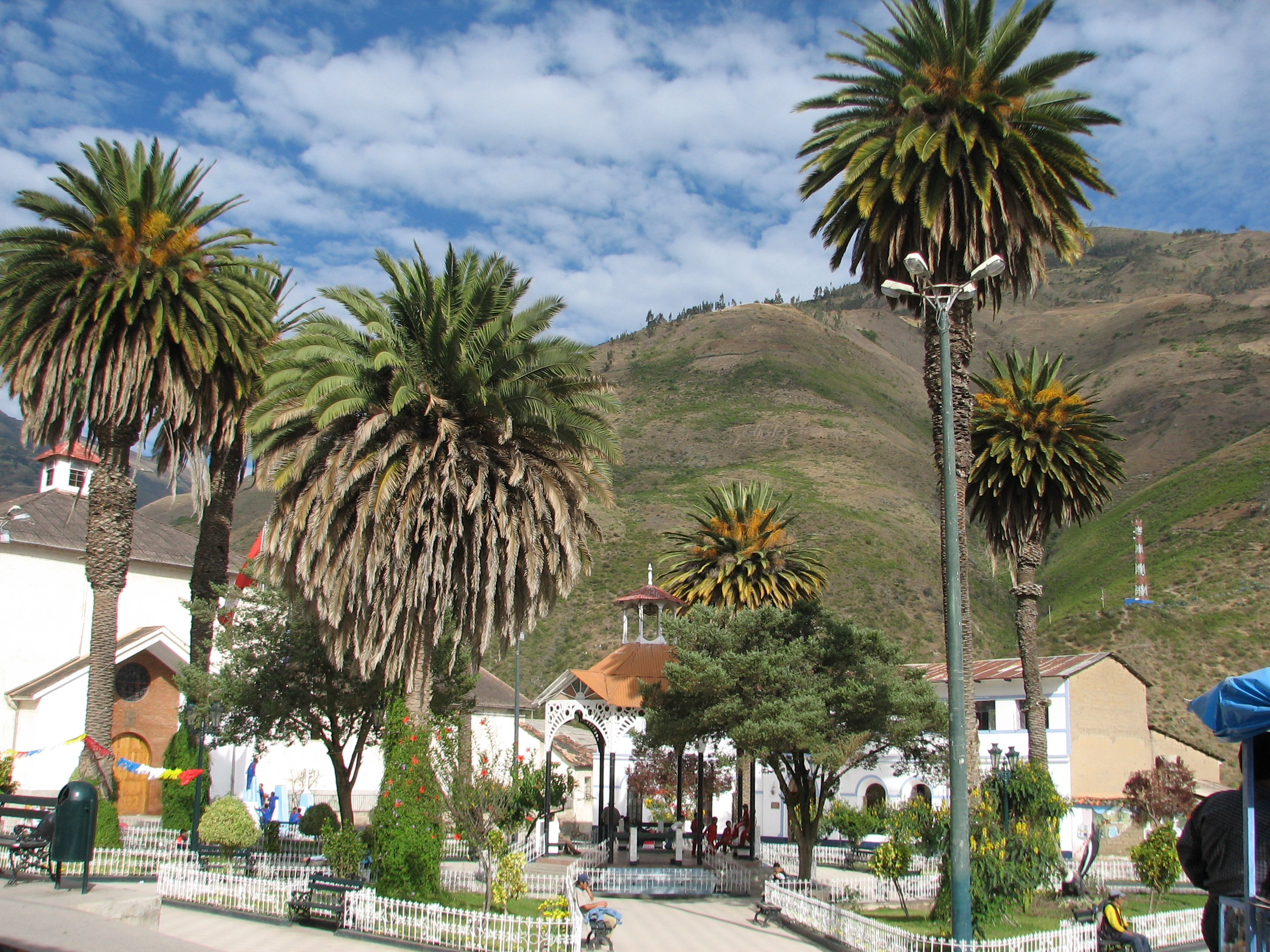
Place d'Armes